# Інуку
Інуку (рум. Inucu) — село у повіті Клуж в Румунії. Входить до складу комуни Агірешу.
Село розташоване на відстані 347 км на північний захід від Бухареста, 27 км на захід від Клуж-Напоки.

## Населення
За даними перепису населення 2002 року у селі проживали 417 осіб, з них 413 осіб (99,0%) угорців. Рідною мовою 414 осіб (99,3%) назвали угорську.